# Argos Panopta

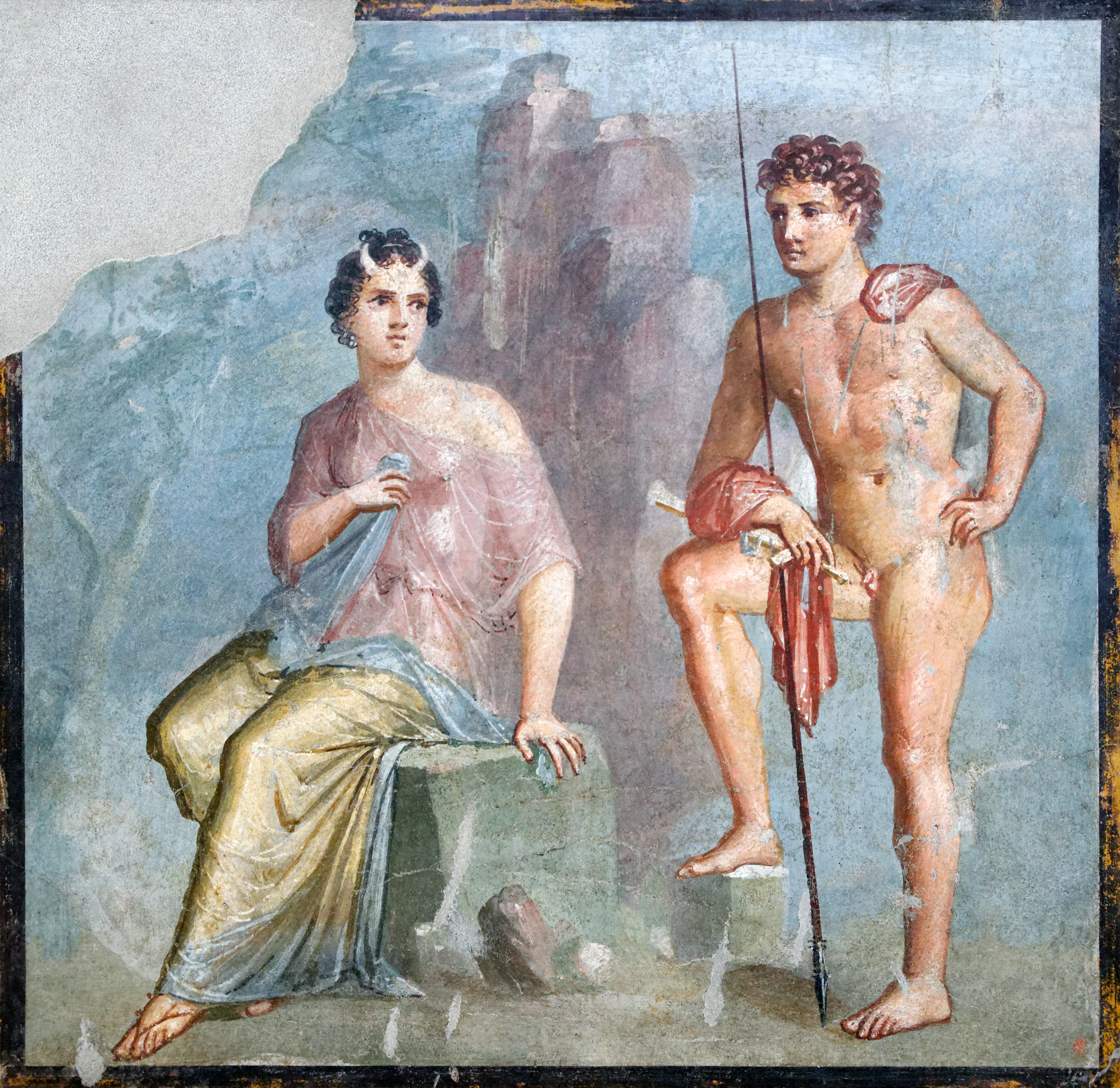
Io, identificable per les banyes, sota la vigilància d'Argos, per ordre d'Hera

Segons la mitologia grega, Argos (en grec antic Άργος), també conegut com a Argos Panopta (Πανόπτης Panoptes; 'que ho veu tot', 'omnivident'), va ser un fill d'Arèstor (o d'Agènor, entre altres genealogies diverses) i germà de la nimfa Io. Era besnet d'Argos, el fill de Zeus.
Les tradicions divergeixen sobre el seu aspecte. Hi ha qui diu que només tenia un ull. Altres que en tenia quatre, dos que miraven endavant i dos enrere. Finalment, altres li atribueixen una infinitat d'ulls repartits per tot el cos. Sempre en mantenia alguns d'oberts. Tenia una força prodigiosa, i va alliberar l'Arcàdia d'un brau que devastava el país, el va espellar i es va vestir amb la seva pell. Més endavant va matar un sàtir que robava els ramats dels arcadis. També va matar Equidna, una filla monstruosa del Tàrtar i de Gea (la Terra), que atacava tots els que passaven.
Hera li encomanà que vigilés Io, amant de Zeus metamorfosada en vedella, de la qual estava gelosa. Argos va lligar l'animal a un oliver d'un bosc sagrat de Micenes. Gràcies als seus múltiples ulls, la podia vigilar, ja que només en tancava la meitat per dormir. Una tradició diu que sempre en tenia tants d'oberts com de tancats. Però Zeus envià Hermes amb l'encàrrec d'alliberar la nimfa.
Les llegendes varien sobre com ho va fer. Algunes expliquen que li va llençar una pedra des de lluny i el va matar. Altres, que, disfressat de pastor, el distragué força estona explicant contes i tocant la seva flauta de Pan fins que Argos s'adormí del tot, i llavors el degollà. I altres que el va sumir en un somni màgic amb la seva vareta divina. Sigui com sigui, Hermes matà Argos. Hera per agrair per sempre a aquell que l'havia servida, posà els ulls d'Argos a la cua del paó, l'ocell que li era consagrat.